# Vuggesang for Niels-Rudolph Gade
Vuggesang for Niels-Rudolph Gade is een compositie van Niels Gade. Het is een wiegelied met eigen tekst voor zijn kleinzoon Niels-Rudolph Emilius Gade (1884-1937), zoon van Felix Gade. Niels-Rudolph zou later muziekdocent en organist worden. Niels Otto Raasted droeg zijn Orgelsonate nr. 3 uit 1922 aan hem op. 
De tekst:
Sov sødt I din vugge min djelige dreng (Slaap zacht in je wieg, mijn jongen)
Nu majsolen knoppene kysse,
Og hvisker spring ud nu! Spring ud!
Det er vår og lunden og engene dufte
Og lunden og engene dufte